# Homoneura gordoni
Homoneura gordoni är en tvåvingeart som beskrevs av Malloch 1927. Homoneura gordoni ingår i släktet Homoneura och familjen lövflugor. Inga underarter finns listade i Catalogue of Life.